# Sīah Rūd
Sīah Rūd (persiska: سيَه رود, سيَّه رود, سیه رود, سِيَه رود) är en ort i Iran.   Den ligger i provinsen Östazarbaijan, i den nordvästra delen av landet, 600 km nordväst om huvudstaden Teheran. Sīah Rūd ligger 643 meter över havet och antalet invånare är 1 354.
Terrängen runt Sīah Rūd är kuperad västerut, men österut är den bergig. Sīah Rūd ligger nere i en dal. Runt Sīah Rūd är det ganska glesbefolkat, med 27 invånare per kvadratkilometer. Sīah Rūd är det största samhället i trakten. Trakten runt Sīah Rūd består i huvudsak av gräsmarker.